# Ronnie DeVoe
Ronald Boyd "Ronnie" DeVoe Jr., även känd som R.D., Ronnie D., Ron, Big Ron och Ron-Ron Smooth mello fello, född 17 november 1967 i Roxbury i Boston, Massachusetts, är en amerikansk sångare och rappare som är en av medlemmarna i R&B/popgruppen New Edition och R&B/hiphopgruppen Bell Biv DeVoe.